# 阿昌阿
阿昌阿（1870年—20世纪?），字汉卿，蒙古族，哲里木盟科尔沁左翼后旗（今属内蒙古自治区通辽市）人，中華民國大陸時期政治人物。

## 生平
光绪三十年（1904年），任科尔沁左翼后旗印务处笔帖式，不久任印务参领。宣统元年（1909年）以后，历任副管旗章京、正管旗章京，兼昌图恩阜地局局长。1913年，任中华民国第一届国会众议院议员。1917年，国会恢复后继续担任众议员。1918年，出任安福国会众议员。